# 羞恥プレイ

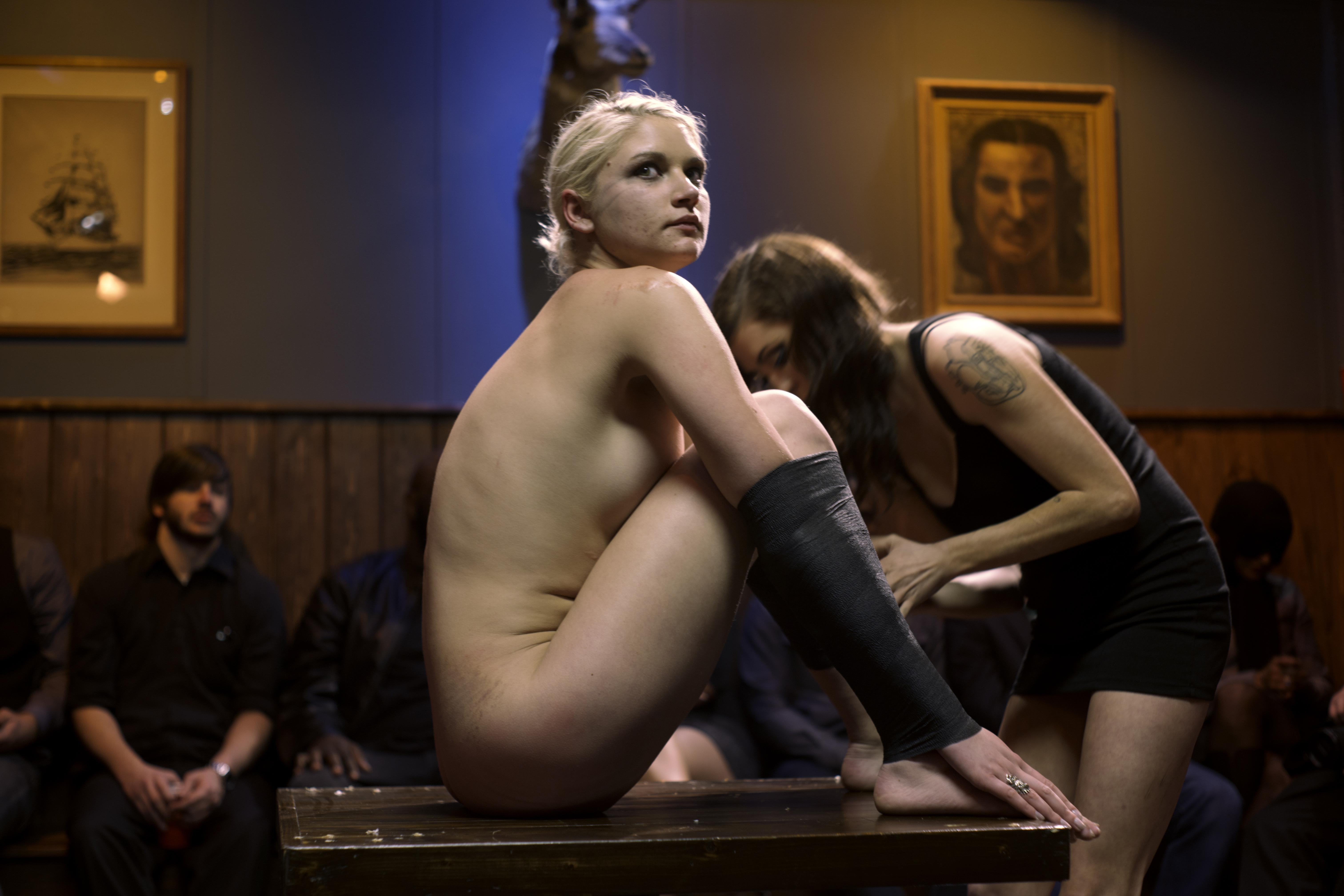
羞恥プレイ

羞恥プレイ（しゅうちプレイ、英: Erotic humiliation）は、SMでマゾヒストを辱めるプレイ。

## 概要
一般的なセックスやSMプレイなどの一環として行われる性的プレイであり、性的興奮を高めるためにパートナーの羞恥心を煽る行為である。
通常のセックスでは、言葉による羞恥心の扇情が言葉責めとして羞恥プレイの一種にあたる。照明を消して行なうのが一般的とされる性行為の最中、パートナーがいかに性的に興奮しているかを言葉で表現することにより、自覚している身体の変化以上にパートナーに性的な興奮をあたえる。
SMプレイにおいては、サディストがパートナーのマゾヒストを責める方法として特に羞恥心を煽る行為を強要することを、概して羞恥プレイと呼ぶ。ただし、この場合はパートナーを性的に興奮させることが目的なので、人格を貶めるような行為はプレイそのものをしらけさせてしまうこともある。また、物理的または視覚的な行為をともなわないものも存在する。

## 多用されるプレイ
衣服に関するプレイ
- 下着を着用させずに（ノーパン・ノーブラ）、しかもそれとわかる状況で人前に出す。
- 衣服を着用させずに人前、もしくは他人に見られる可能性のある場所へ連れ出す(露出プレイ)。
- 年齢に見合わない格好をさせる（熟女にセーラー服を着せるなど）。
- 羞恥心の強いパートナーに露出度の高い衣服を着せる。
- 男性に、ランジェリー、スカートなど女物の服を着せる。化粧をし女性的なしぐさや言葉づかいを強要する（強制女装）。

性的な羞恥心を煽るプレイ
- 他人の前でSM的な服従を強要する。
- パートナー以外との性行為を強要する。
- 衆人環視の中での性的な行為を行う。
- 貞操帯を着用させる。
- パートナーの陰毛を剃毛し、パイパンの状態にする（剃毛プレイ）。

物理的な羞恥を感じさせるプレイ
- 猿轡をして涎を垂らさせる。
- 鼻フックをかけて外見を損なう。
- 排泄を我慢させ漏らさせる。
- 浣腸を施し衆人環視の排泄を強要する。
- 手錠、首輪などを着用させる。
- 相手を緊縛する。
- 緊縛等の行為をさせたまま放置する。(放置プレイ)

## 注意点
実際に行うと、露出などの状況によって公然わいせつ罪などの罪に問われることがある。また、羞恥心は心理的側面として慣れやすいので、プレイには工夫が必要となることが多い。